# Italo Foschi
Italo Celestino Foschi (Corropoli, 7 marzo 1884 – Roma, 20 marzo 1949) è stato un politico e dirigente sportivo italiano.
Fondatore e primo presidente dell'Associazione Sportiva Roma, dell'U.S. Sambenedettese e della Società Sportiva Giuliese, la sua figura è contestata a causa dei suoi stretti legami con il fascismo e, di riflesso, con il fenomeno dello squadrismo a cui partecipò attivamente.

## Biografia
Figlio di Maria Addolorata e del maestro elementare Emanuele Celestino Foschi, Italo nacque a Corropoli in Abruzzo (1884). Suo fratello Vittorugo divenne ingegnere e professore universitario di meccanica applicata alla facoltà di ingegneria della Sapienza, mentre dal matrimonio della sorella Italia con Mauro Zingarelli nacque Italo Zingarelli, poi affermatosi come produttore cinematografico e regista.

### Adesione al fascismo e la vita sportiva
Sportivo praticante (lotta greco-romana in particolare, ma anche scherma e calcio), approdò al fascismo dopo aver militato durante la prima guerra mondiale nelle file dell'interventismo e del nazionalismo, venendo ferito in un paio di occasioni, affrontando numerosi duelli e subendo anche l'arresto prima dell'avvento del regime. Partecipò alla fondazione sia della Sambenedettese (1923, per fusione di altre tre squadre) sia della Società Sportiva Giuliese, la prima società calcistica di Giulianova (1924).
Impiegato alla Corte dei conti, Foschi s'iscrisse all'Associazione Nazionalista Italiana (ANI) nel 1911 raggiungendo la carica di segretario della sezione romana sette anni più tardi. Nel 1923 fu nominato segretario dell'ANI laziale. In quello stesso anno, con l'assorbimento dell'ANI nel Partito Nazionale Fascista, Foschi fece il suo ingresso nel fascismo romano. Uomo di Roberto Farinacci, ma anche amico intimo di Cesare Rossi, fu scelto dal ras di Cremona nell'agosto 1923 per ricoprire l'incarico federale dell'Urbe. Ai vertici dello squadrismo capitolino, fu tra gli organizzatori dell'assalto alla casa dell'ex-presidente del Consiglio Francesco Saverio Nitti e di vari pestaggi ai dirigenti dell'opposizione dopo le elezioni del 1924; durante la detenzione di Amerigo Dumini, gli assicurò per lettera che avrebbe provveduto "con la massima energia" contro i manifestanti che, in memoria di Giacomo Matteotti, fossero convenuti sul Lungotevere nel primo anniversario del delitto.
Protagonista nella campagna antimassonica, pochi mesi più tardi però Foschi subirà direttamente le conseguenze della fine della segreteria di Farinacci: venne a sua volta messo da parte e rimpiazzato da Umberto Guglielmotti, con il quale aveva fondato il 19 luglio 1924 il settimanale del Fascio romano Roma fascista, poi diventato dal gennaio 1935 giornale del GUF. 
Con la fine della sua carriera politica Foschi iniziò a dedicarsi, oltre che alla penetrazione delle idee e pratiche fasciste nei quartieri popolari, in cui avevano scarso appoggio, anche alla riorganizzazione e allo sviluppo delle attività sportive, istituendo l'Ispettorato Sportivo della Federazione dell'Urbe. Continuò a occuparsi assiduamente del calcio contribuendo, come rappresentante del CONI, all'elaborazione della Carta di Viareggio insieme con il bolognese Paolo Graziani e il presidente degli arbitri Giovanni Mauro. Pubblicato il 2 agosto 1926, il documento ridisegnò l'intera organizzazione calcistica ristrutturando la FIGC e il campionato (riunione delle due leghe, Nord e Sud, in un'unica Divisione Nazionale), introducendo il professionismo, il calciomercato e il blocco degli stranieri (dando così origine al fenomeno degli oriundi).
La ristrutturazione voluta dalla Carta di Viareggio contribuì ulteriormente all'altro fenomeno, già avviato con l'avvento del fascismo, delle fusioni tra singole società cittadine per poter allestire squadre in grado di competere a livello nazionale (come avvenne a Napoli, Firenze, Bari, Taranto, Genova). A Roma, Foschi divenne presidente della Società Fascista Fortitudo Pro Roma e nella primavera del 1927 avviò con l'Alba Audace del deputato Ulisse Igliori e con il Roman Football Club dell'avvocato Vittorio Scialoja le trattative per la fusione di tre squadre capitolina. Dopo un primo tentativo di fusione tra la Fortitudo, l'Alba e la Lazio avvenuto il 6 giugno 1927 andato a vuoto per il mancato accordo sul riconoscimento dei debiti, il giorno dopo il 7 giugno a Roma, nella palazzina acquistata dalla Famiglia Foschi nel 1911, sita in Via Forlì 16 (adiacente a Viale Regina Elena), i dirigenti di Alba, Roman e Fortitudo, si accordarono per la fusione, che avrebbe dato alla luce un'unica società e fu ratificato l'accordo che diede vita all'Associazione Sportiva Roma (il primo ordine del giorno con la divisione delle cariche societarie fu stilato il 22 luglio 1927, in via degli Uffici del Vicario 35), rione Colonna, di cui venne nominato primo presidente lo stesso Italo Foschi.
Lasciata il 17 dicembre 1926 la carica di federale, nel 1928 dovette rinunciare anche alla presidenza della Roma perché nominato membro del direttorio federale alla Spezia. La carriera politica gli riservò poi incarichi di prefetto a Macerata, Pola (1931-1933, dove si scontrò con il vescovo di Trieste Luigi Fogar sulla questione linguistica), Taranto (1934-1936), Treviso e Trento (1939-1943), ove incontrò, a Termeno sulla Strada del Vino nel febbraio 1941, l'Obersturmbannführer delle SS Wilhelm Luig e Wolfram Sievers dell'Ahnenerbe, nel contesto delle Opzioni in Alto Adige e assistendo assieme a Luig e Sievers al tradizionale Egetmann, rappresentazione autorizzata per l'occasione.

### Ruolo nella RSI
Aderì alla Repubblica Sociale Italiana, e dal 24 settembre al 21 novembre 1943 diventò prefetto della provincia di Belluno. Venne quindi collocato a "disposizione del Ministero dell'Interno" e, nel 1944, definitivamente messo "a riposo".

### Il secondo dopoguerra e la morte
Dopo la Liberazione fu processato per la sua attiva adesione alla RSI, ma graziato da indulto.
Il 20 marzo 1949, dopo aver assistito alla partita della Lazio disputata allo Stadio Nazionale, alla notizia data dagli altoparlanti della sconfitta della Roma a Genova contro la Sampdoria, si accasciò sul seggiolino da dove aveva assistito alla partita.
Soccorso immediatamente, morì prima di giungere in ospedale.

## Controversie
Nel 2024 Poste Italiane, la holding controllata dal Ministero dell'economia e delle finanze, decide di dedicare un francobollo a Foschi. L'ex ministro e parlamentare Carlo Giovanardi denuncia lo scandalo affermando che avrebbe dovuto essere consultato in qualità di membro della Consulta Filatelica dello Stato, organo ufficiale che sovraintende all'emissione dei francobolli, cosa che non è stata fatta. Racconta Giovanardi: "Dato che la Consulta ne era all'oscuro la prima cosa che ho fatto è stata cercare di capire chi fosse questo personaggio. Prima ho consultato la Treccani e poi ho interpellato l'Istituto storico della Resistenza di Belluno. Ne è emerso un ritratto terribile, quello non solo di un violento squadrista, ma di un persecutore degli ebrei e un fiancheggiatore dei nazisti, che tra l'altro sostenne la legittimità dell'omicidio del deputato socialista Matteotti".
Anche la Federconsumatori, dopo proprie indagini, ha rilasciato un comunicato in cui dichiara che la Consulta Filatelica è stata scavalcata dalle Poste e che ciò rappresenta un "atto gravissimo" cui il Governo e il Ministro Adolfo Urso dovrà rendere conto. Il Consiglio della Regione Toscana ha votato, a maggioranza, per l'immediato ritiro del francobollo.
Mariano Dolci, decano dei nipoti diretti di Francesco Saverio Nitti, ha voluto segnalare il proprio disappunto nell'apprendere la notizia del francobollo allo squadrista e poi gerarca fascista che, oltre ad aver commesso molteplici crimini, fu anche responsabile della distruzione della casa romana di Nitti nel novembre 1923.